# Mare Undarum

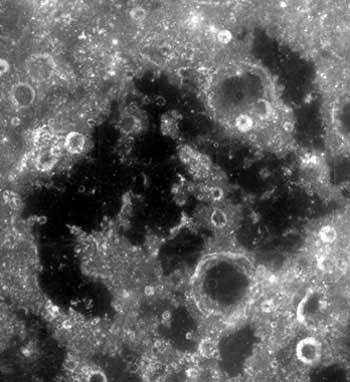
Mare Undarum

De Mare Undarum (Latijn: zee der golven) is een grillig gevormde mare op de Maan, met een diameter van ongeveer 243 kilometer. De Mare Undarum ligt aan de vanaf Aarde zichtbare kant van de Maan, ten noorden van de Mare Spumans en ten oosten van de inslagkrater Firmicus. Aan de zuidelijke rand van de mare ligt de krater Dubyago, aan de noordoostelijke rand de krater Condorcet P.
De Mare Undarum ligt in een structuur die hoort bij het inslagbekken van de Mare Crisium. Dit inslagbekken ontstond in het Nectarium, terwijl het vloedbasalt dat de mare gevuld heeft uit het Laat Imbrium komt.
De Duitse astronoom Johann Heinrich von Mädler bestudeerde de mare rond 1830 en meende variaties in de kleur van de mare te zien. Hij dacht dat dit veroorzaakt werd door seizoensgebonden wisseling in vegetatie. In die tijd was nog niet bekend dat er op de maan geen leven voorkwam.

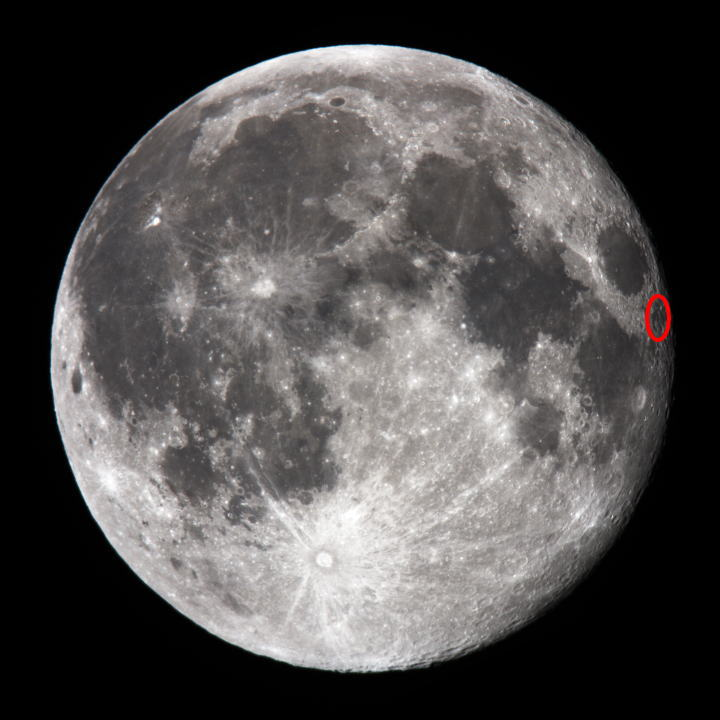
De locatie van Mare Undarum

## Naamgeving
De benaming Mare Spumans is afkomstig van de Duitse astronoom en selenograaf Julius Heinrich Franz (1847-1913) . Eerder gaven Michael van Langren en Johannes Hevelius er respectievelijk de benamingen Regius Fluvius  en Paludes Amarae  aan.